# Buona fortuna (Benji & Fede)
Buona fortuna è un singolo del gruppo musicale italiano Benji & Fede, pubblicato il 15 dicembre 2017 come primo estratto dal terzo album in studio Siamo solo Noise.

## Video musicale
Il videoclip, diretto da Mauro Russo e prodotto da Alberto Viavattene, è stato pubblicato il 29 dicembre attraverso il canale YouTube della Warner Music Italy e ha come tema portante il bullismo.

## Tracce
Testi di Antonio Maiello, Benjamin Mascolo, Piero Romitelli, Federico Rossi, musiche di Antonio Maiello, Piero Romitelli, Federico Rossi.
1. Buona fortuna – 3:02